# Jacek Kotlica
Jacek Kotlica, właśc. Józef Foromański (ur. 24 grudnia 1939 w Kotlicach na Zamojszczyźnie, zm. 7 maja 2010 w Gdańsku) – polski poeta, prozaik, krytyk sztuki, mający w dorobku literackim zbiory wierszy, powieści, widowiska teatralne, książki dla dzieci.

## Twórczość
Autor monografii, esejów i felietonów poświęconych plastyce współczesnej, publikowanych w czasopismach i prasie codziennej oraz w wydawnictwach książkowych (m.in. „Malarskie widzenie”, „Krytycy o nas”, „Tendencje w sztuce i krytyce”). Redaktor i kierownik działów sztuki; w kwartalniku „Punkt”, „Gdańskim Roczniku Kulturalnym” i miesięczniku „ Autograf”. Od 1945 mieszkał w Sopocie (potem w Gdańsku). Długoletni działacz Gdańskiego Towarzystwa Przyjaciół Sztuki. Współpracownik dwumiesięcznika „Autograf bis”. Od 1976 roku należał do PZPR. Pochowany na cmentarzu komunalnym w Sopocie (kwatera E4-1-29).

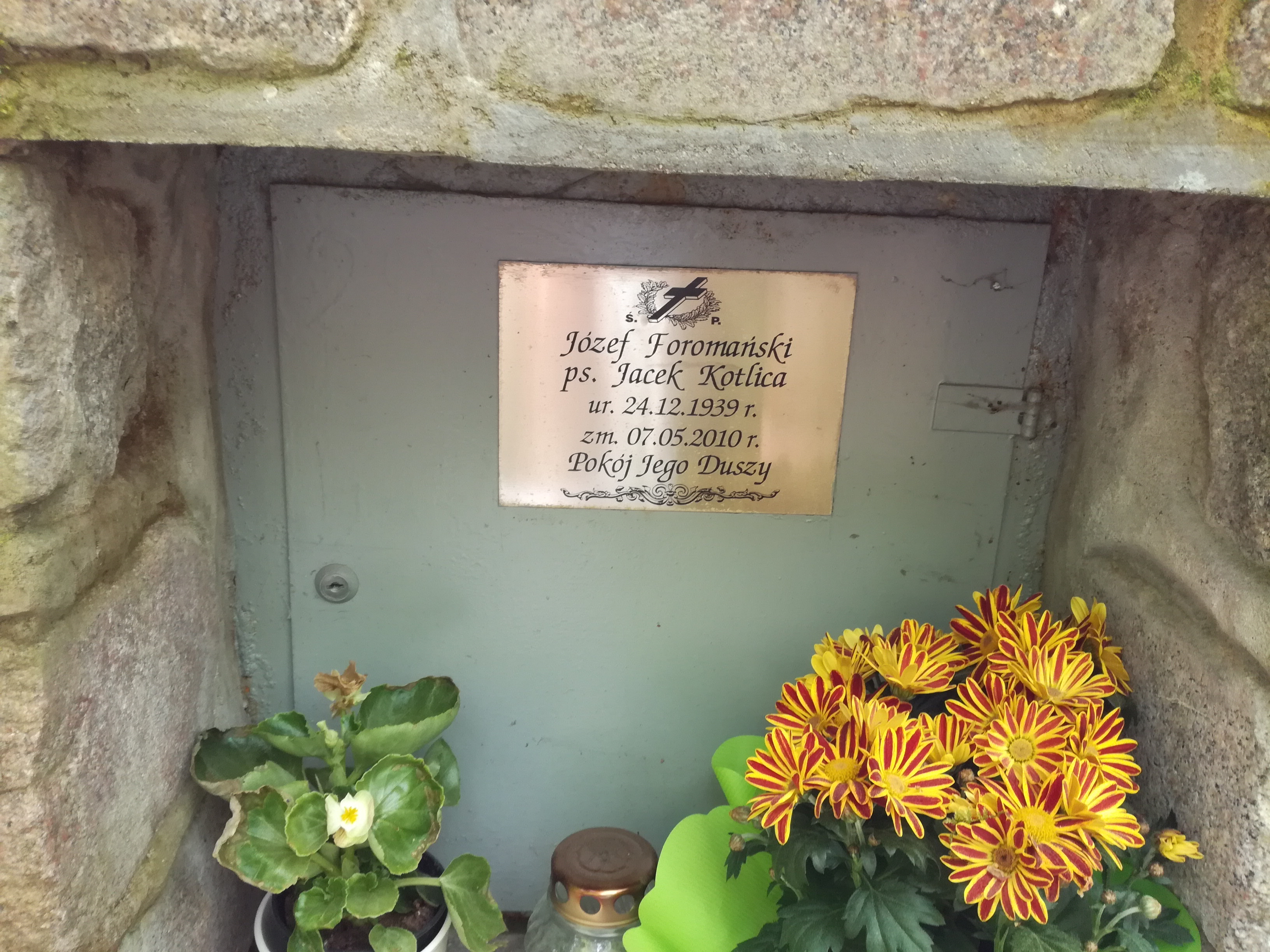
Grób Jacka Kotlicy na cmentarzu komunalnym w Sopocie